# 에드워드 윈슬로
에드워드 윈슬로(Edward Winslow, 1595년 10월 18일 – 1655년 5월 8일)는 메이플라워 호에 탑승한 잉글랜드 필그림 지도자였다. 그는 플리머스 식민지에서 1633년과 1636년 그리고 1644년 세차례 지사를 역임하였다. 그의 《모트의 이야기》(Mourt's Relation)에서 그의 증언은 현존하는 “추수감사절”에 대한 단 2개의 자료 중 하나이다.

## 생애
에드워드 윈슬로는 1595년 10월 18일 잉글랜드에서 태어났다. 그리고 워체스터에 있는 킹스 스쿨에서 교육을 받았다.

## 같이 보기
- 메이플라워 서약